# Потиха, Зиновий Аронович
Зино́вий Аро́нович Потиха (20 июля 1912, Российская империя — 1987) — советский филолог-русист, кандидат филологических наук, доктор педагогических наук, автор работ по русскому языку и словообразованию, профессор Волгоградского государственного педагогического института (1950—1986). Участник Великой Отечественной войны и обороны Ленинграда.

## Биография
Зиновий Аронович Потиха родился 20 июля 1912 года в посёлке Казанка Николаевской области.
По окончании школы сперва работал культработником в мастерских г. Красноармейска, затем в качестве журналиста в газетах «Новый Донбасс» и «Металлург».
В 1941 году Потиха окончил факультет языка и литературы в Ленинградском педагогическом институте им. М. Н. Покровского, а затем работал учителем в Кугарчинской школе в Башкирии.
В 1942 году Зиновий Аронович Потиха призван в Красную Армию. Во время Великой Отечественной войны служил агитатором стрелкового полка.
В 1947 году обучался в аспирантуре Ленинградского педагогического института, а в 1949 году переехал в Сталинград и стал работать в Сталинградском педагогическом институте. В 1950 году он защитил диссертацию на соискание учёной степени кандидата филологических наук на тему: «Лексика романа Н. Г. Чернышевского „Что делать?“».
В 1972 году Зиновий Аронович защитил докторскую диссертацию на тему: «Лингвистические основы изучения русского словообразования в школе» и получил учёную степень доктора педагогических наук.
Зиновий Аронович Потиха стал автором трудов по словообразованию русского языка, среди которых как словари, так и учебно-методические материалы и пособия для учителей. В 1986 году он завершил педагогическую деятельность в ВГПИ.
Потиха З. А. умер в 1987 году.

## Награды
- орден Красной Звезды (1945);
- орден Отечественной войны II степени (1985);
- медаль «За победу над Германией в Великой Отечественной войне 1941—1945 гг.»;
- медаль «За оборону Ленинграда».

## Основные работы

### Словари
- Потиха З.А. Строение русского слова : Учеб. словарь для зарубеж. школ. — М.: Рус. яз, 1981. — 319 с.
- Потиха З.А. Школьный словообразовательный словарь : [Около 25000 слов]. — Волгоград: Кн. изд-во, 1961. — 363 с.
- Потиха З.А. Школьный словарь строения слов русского языка : Пособие для учащихся. — М.: Просвещение, 1999. — 318 с.

### Пособия для учителей
- Иванов В.В., Потиха З.А. Исторический комментарий к занятиям по русскому языку в средней школе : пособие для учителя. — М.: Просвещение, 1985. — 159 с.
- Потиха З.А. Как сделаны слова в русском языке: Справочник служебных морфем. Пособие для учителя. — Ленинград: Просвещение. Ленингр. отд-ние, 1974. — 125 с.
- Потиха З.А., Розенталь Д. Э. Лингвистические словари и работа с ними в школе : пособие для учителя. — М.: М-во просвещения РСФСР, 1987. — 127 с.
- Потиха З.А. Современное русское словообразование: Пособие для учителя. — М.: Просвещение, 1970. — 383 с.
- Потиха З.А., Панов Г. А., Иванова В. А. Тайны слова: (Материалы по занимательной грамматике и внеклассной работе по рус. яз. в восьмилет. школе). — Сталинград: Сталингр. обл. отд. нар. образования. Ин-т усовершенствования учителей, 1961. — 127 с.